# Trichostachys stenostachys
Trichostachys stenostachys är en måreväxtart som beskrevs av Karl Moritz Schumann. Trichostachys stenostachys ingår i släktet Trichostachys och familjen måreväxter.
Artens utbredningsområde är Gabon. Inga underarter finns listade i Catalogue of Life.